# أكاس يارفي
أكاس يارفي هي بحيرة كبيرة جدًا تقع في إقليم لابي، فنلندا.